# Ctenogobiops feroculus
Ctenogobiops feroculus är en fiskart som beskrevs av Lubbock och Polunin, 1977. Ctenogobiops feroculus ingår i släktet Ctenogobiops och familjen smörbultsfiskar. Inga underarter finns listade i Catalogue of Life.